# Usgentia quadridentale
Usgentia quadridentale là một loài bướm đêm trong họ Crambidae.